# Mate Tsintsadze
Pour les articles homonymes, voir Tsintsadze.
Mate Tsintsadze, né le 7 janvier 1995 à Poti, est un footballeur international géorgien. Il évolue au poste de milieu de terrain.

## Carrière
Mate Tsintsadze honore sa première sélection le 7 septembre 2015 lors d'un match contre l'Irlande.

## Statistiques
| Saison                | Club                  | Championnat           | Championnat | Championnat | Coupe(s) nationale(s) | Coupe(s) nationale(s) | Supercoupe | Supercoupe | Compétition(s) continentale(s) | Compétition(s) continentale(s) | Compétition(s) continentale(s) | Géorgie | Géorgie | Total | Total |
| Saison                | Club                  | Division              | M.          | B.          | M.                    | B.                    | M.         | B.         | Comp.                          | M.                             | B.                             | M.      | B.      | M.    | B.    |
| 2011-2012             | Lokomotiv Tbilissi    | Pirveli Liga          | 21          | 0           | 1                     | 0                     | -          | -          | -                              | -                              | -                              | -       | -       | 22    | 0     |
| 2012-2013             | Lokomotiv Tbilissi    | Pirveli Liga          | 30          | 3           | 2                     | 0                     | -          | -          | -                              | -                              | -                              | -       | -       | 32    | 3     |
| Sous-total            | Sous-total            | Sous-total            | 51          | 3           | 3                     | 0                     | -          | -          | -                              | -                              | -                              | -       | -       | 54    | 3     |
| 2013-2014             | Torpedo Koutaïssi     | Umaglesi Liga         | 16          | 1           | 2                     | 0                     | -          | -          | C3                             | 2                              | 0                              | -       | -       | 20    | 1     |
| Sous-total            | Sous-total            | Sous-total            | 16          | 1           | 2                     | 0                     | -          | -          | -                              | 2                              | 0                              | -       | -       | 20    | 1     |
| 2013-2014             | Dinamo Tbilissi       | Umaglesi Liga         | 10          | 0           | 4                     | 0                     | -          | -          | -                              | -                              | -                              | -       | -       | 14    | 0     |
| 2014-2015             | Dinamo Tbilissi       | Umaglesi Liga         | 29          | 4           | 7                     | 1                     | 1          | 0          | C1                             | 0                              | 0                              | -       | -       | 37    | 5     |
| 2015-2016             | Dinamo Tbilissi       | Umaglesi Liga         | 17          | 3           | 4                     | 1                     | 1          | 0          | C3                             | 2                              | 0                              | 2       | 0       | 26    | 4     |
| 2016-2017             | Dinamo Tbilissi       | Umaglesi Liga         | 9           | 1           | 2                     | 1                     | -          | -          | C1+C3                          | 2+2                            | 0+0                            | -       | -       | 15    | 2     |
| Sous-total            | Sous-total            | Sous-total            | 65          | 8           | 17                    | 3                     | 2          | 0          | -                              | 6                              | 0                              | 2       | 0       | 92    | 11    |
| Total sur la carrière | Total sur la carrière | Total sur la carrière | 132         | 12          | 22                    | 3                     | 2          | 0          | -                              | 8                              | 0                              | 2       | 0       | 166   | 15    |

## Palmarès
Il remporte le championnat de Géorgie en 2013-2014 et 2015-2016, la coupe de Géorgie en 2014 et 2015 et la supercoupe de Géorgie en 2015 et 2016 avec le Dinamo Tbilissi.